# Chrysopteris sporadocarpa
Chrysopteris sporadocarpa là một loài thực vật có mạch trong họ Polypodiaceae. Loài này được (Willd.) Fée miêu tả khoa học đầu tiên năm 1857-1858.